# Herz-Jesu (Emsdetten)
Die katholische Kirche Herz Jesu ist ein denkmalgeschütztes Kirchengebäude in der Karlstraße in Emsdetten im Kreis Steinfurt (Nordrhein-Westfalen).

## Geschichte und Architektur
Die Basilika mit drei Jochen, einem Querhaus und einem eingezogenen Chor mit Fünfachtelschluss wurde von 1922 bis 1924 nach Plänen des Architekten Ludwig Becker errichtet. Wilhelm Sunder-Plaßmann erweiterte sie von 1934 bis 1935 um den geplanten, aber in der ersten Bauphase eingesparten monumentalen, zweitürmigen, querriegelartigen Westbau mit einem polygonalen Eingangsvorbau. Der an der Romanik orientierte Bau aus unregelmäßigen Sandsteinquadern ist durch rundbogige Fenster gegliedert. Der Obergaden ist mit großen Lünetten geschmückt. Im Innenraum wurden Kreuzrippengewölbe eingezogen. Die Apsis ist halbrund geschlossen. Die Ausstattung aus den beiden Erbauungsphasen ist teilweise erhalten. Bemerkenswert ist eine Madonna mit Kind aus Holz, sie stammt wohl aus dem 17. Jahrhundert.
Die frühere Pfarrkirche ist durch die Eingliederung in die Pfarrei St. Pankratius im Jahr 2004, wie auch die St.-Joseph-Kirche, inzwischen eine Filialkirche. Sie soll spätestens im Jahre 2027 profaniert werden. Das kirchliche Leben in Emsdetten soll auf die nur wenige Hundert Meter entfernte Pfarrkirche St. Pankratius konzentriert werden.